# USS Indiana (BB-1)
O USS Indiana foi um navio da classe de encouraçado pré-dreadnought de pequeno porte com armamentos e blindagens pesadas, operada pela Marinha dos Estados Unidos, projetado para defesa costeira (decks vulneráveis a ondas altas em mar aberto). Foi o navio líder da classe Indiana e o primeiro desta organização militar comparável a suas contrapartes estrangeiras da época. Autorizado em 1890 e comissionado cinco anos depois. O navio também foi pioneiro no uso da bateria intermediária. 
Indiana serviu na Guerra Hispano-Americana (1898) como parte do Esquadrão do Atlântico Norte. Participou tanto do bloqueio de Santiago de Cuba quanto da batalha de Santiago de Cuba, que ocorreu quando a frota espanhola tentou romper o bloqueio. Embora incapaz de se juntar à perseguição dos cruzadores espanhóis em fuga, foi parcialmente responsável pela destruição dos destróieres espanhóis Plutón e Furor. Após a guerra, rapidamente se tornou obsoleto - apesar de várias modernizações - e passou a maior parte de seu tempo em comissão como navio de treinamento ou na frota de reserva, com sua última comissão durante Primeira Guerra Mundial consistindo em um navio de treinamento para artilharia. Ele foi descomissionado pela terceira e última vez em janeiro de 1919 e foi reclassificado pouco depois como Coast Battleship Number 1 para que o nome Indiana pudesse ser reutilizado. Ele foi afundado em águas rasas como alvo em testes de bombardeio aéreo em 1920 e seu casco foi vendido para sucata em 1924. 

## Design e construção
Indiana foi construído a partir de uma versão modificada de um projeto elaborado por um conselho de política da Marinha dos EUA em 1889 para um encouraçado de curto alcance. O projeto original fazia parte de um ambicioso plano de construção naval para construir 33 encouraçados e 167 navios menores. O Congresso dos Estados Unidos viu o plano como uma tentativa de acabar com a política de isolacionismo dos EUA e não o aprovou, mas um ano depois a Câmara dos Deputados dos Estados Unidos aprovou o financiamento para três encouraçados de defesa costeira, que se tornariam o Indiana e seus navios irmãos Massachusetts e Oregon. A designação de "defesa costeira" foi refletida em seu deslocamento relativamente pequeno e borda livre baixa, o que limitava a capacidade de navegação. Ele estava, no entanto, fortemente armado e blindado; Conway's All the World's Fighting Ships descreve seu projeto como "testando demais com um deslocamento muito limitado". Seu armamento e blindagem fizeram de Indiana o primeiro encouraçado americano capaz de se equiparar a suas contrapartes estrangeiras, isso foi possível devido a seus quatro canhões de 330 milímetros em sua bateria principal, além de canhões de bateria secundária com 203 milímetros de diâmetro, inexistentes em navios deste tipo, além de uma blindagem que variava de 76 milímetros no convés até 460 milímetros em seu cinturão. Era o primeiro navio americano da nova classe dos pré-dreadnoughts, obtidos na mesma época também pelas marinhas britânica, francesa, russa e japonesa.
A construção dos navios foi autorizada em 30 de junho de 1890, e o contrato para Indiana - não incluindo canhões e blindagem - foi concedido a William Cramp & Sons na Filadélfia, que se ofereceu para construí-lo por 3 020 000 de dólares. O custo total do navio foi quase o dobro, aproximadamente seis milhões. O contrato especificava que o navio deveria ser construído em três anos, mas a entrega lenta das placas blindadas causou um atraso de dois anos. A quilha de Indiana foi lançada em 7 de maio de 1891 e ele foi lançado em 28 de fevereiro de 1893, com a presença de cerca de 10 000 pessoas, incluindo Benjamin Harrison, vários membros de seu gabinete e os dois senadores de Indiana. Durante sua adaptação no início de março de 1894, o navio realizou um teste preliminar no mar para testar sua velocidade e maquinário. Neste ponto, sua blindagem lateral, canhões, torres de artilharia e ponte de comando ainda não haviam sido montados, e seus testes oficiais não ocorreriam até outubro de 1895 devido aos atrasos nas entregas das placas blindadas.

## Histórico de serviço

### Início do serviço
Indiana foi comissionado em 20 de novembro de 1895 sob o comando do capitão Robley D. Evans. Após mais testes, o navio se juntou ao Esquadrão do Atlântico Norte sob o comando do contra-almirante Francis M. Bunce, que realizou exercícios de treinamento ao longo da costa leste dos Estados Unidos. No final de 1896, ambas as torres principais se soltaram de seus engates em mares revoltos. Como as torres não estavam equilibradas no centro, balançavam de um lado para o outro com o movimento do navio, até serem presas com cordas grossas e mais resistentes. Engates mais resistentes foram instalados, mas em fevereiro de 1896, enquanto realizava manobras de frota com o esquadrão do Atlântico Norte, o Indiana encontrou mais uma vez mau tempo e começou a rolar pesadamente. Seu novo capitão, Henry Clay Taylor, prontamente ordenou que voltasse ao porto, com medo de que os engates quebrassem novamente. Isso convenceu a marinha de que as quilhas de porão - omitidas durante a construção porque, com elas, o navio não cabia na maioria das docas secas americanas - eram necessárias para reduzir o rolamento, e foram instaladas em todos os três navios da classe.

### Guerra Hispano-Americana
Com a eclosão da Guerra Hispano-Americana em abril de 1898, Indiana estava em Key West com o resto do Esquadrão do Atlântico Norte, na época comandado pelo contra-almirante William T. Sampson. Seu esquadrão foi mandado para o porto espanhol de San Juan em uma tentativa de interceptar e destruir o esquadrão espanhol do almirante Cervera, que estava a caminho do Caribe vindo da Espanha. O porto estava vazio, mas Indiana e o resto do esquadrão o bombardearam por duas horas em 12 de maio de 1898 antes de perceberem seu erro. O esquadrão retornou a Key West, onde três semanas depois chegaram notícias de que o Esquadrão Voador do Comodoro Schley havia encontrado Cervera e agora o estava bloqueando no porto de Santiago de Cuba. Sampson forneceu apoio Schley em 1 de junho e assumiu o comando geral.
Na tentativa de quebrar o impasse, decidiu-se atacar Santiago por terra. Um comboio de transporte foi montado em Key West e Indiana foi enviado de volta para liderá-lo. A força expedicionária, sob o comando do major-general William Rufus Shafter, desembarcou a leste da cidade e a atacou em 1 de julho. Cervera viu que sua situação era desesperadora e tentou romper o bloqueio em 3 de julho de 1898, resultando na batalha de Santiago de Cuba. Os cruzadores New Orleans e Newark e o encouraçado Massachusetts partiram no dia anterior para carregar carvão na Baía de Guantánamo. A nau capitânia do almirante Sampson, o cruzador New York, também havia navegado para o leste naquela manhã para uma reunião com o general Shafter, deixando o comodoro Schley no comando. Isso deixou o bloqueio enfraquecido e desequilibrado no dia da batalha, pois três encouraçados modernos (Indiana, Oregon e Iowa) e o iate armado Gloucester guardavam o leste, enquanto o oeste era defendido apenas pelo encouraçado de segunda classe Texas, o cruzador Brooklyn e o iate armado Vixen.
Ocupando a posição extrema leste do bloqueio, Indiana disparou contra os cruzadores blindados Infanta Maria Teresa e Almirante Oquendo quando eles deixaram o porto, mas, devido à problemas no motor, não conseguiu acompanhar os cruzadores espanhóis enquanto eles fugiam para o oeste. Quando os contratorpedeiros espanhóis Plutón e Furor surgiram, Indiana estava perto da entrada do porto e, junto com Iowa, apoiou o iate armado Gloucester na destruição dos navios inimigos levemente blindados. Ele foi então ordenado a manter o bloqueio do porto no caso de mais navios espanhóis saírem e assim não desempenhou nenhum papel na perseguição e naufrágio dos dois cruzadores espanhóis restantes, Vizcaya e Cristóbal Colón.

### Carreira posterior

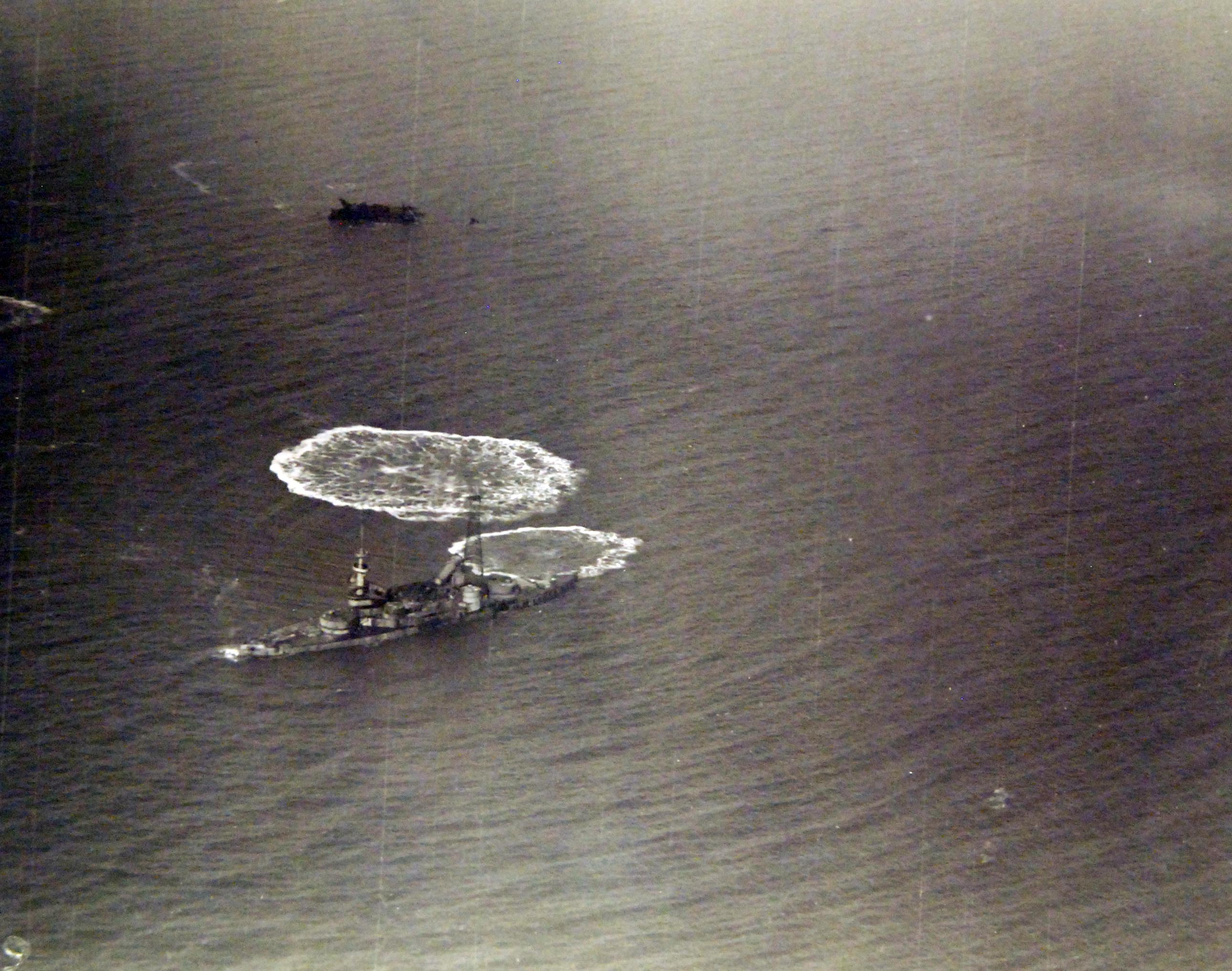
Vista aérea do Indiana danificado após testes de bombardeio aéreo

Após a guerra, Indiana voltou aos exercícios de treinamento com o Esquadrão do Atlântico Norte. Em maio de 1900, ele e Massachusetts foram colocados na reserva, pois a marinha tinha uma escassez aguda de oficiais e precisava colocar as novas classes Kearsarge e Illinois em comissão. Os encouraçados foram reativados no mês seguinte como um teste sobre a rapidez com que isso poderia ser feito, mas o Indiana foi colocado na frota de reserva novamente naquele inverno. Em março de 1901, foi decidido usá-lo naquele verão para um cruzeiro de prática de aspirantes, e este seria seu emprego regular de verão nos próximos anos, enquanto o resto do tempo ele serviria como navio de treinamento. Durante seu tempo como navio de treinamento, sua tripulação bateu o recorde mundial de 1903 com canhões de 203 milímetros, acertando quatro alvos com quatro disparos. Ele foi desativado em 29 de dezembro de 1903 para ser reformado e modernizado. O encouraçado obsoleto recebeu várias atualizações: novas caldeiras Babcock & Wilcox, contrapesos para equilibrar suas torres principais e mecanismos elétricos de travessia para suas torres. Ele foi recomissionado em 9 de janeiro de 1906 e tripulado pela antiga tripulação de seu navio irmão Massachusetts, incluindo o capitão Edward D. Taussig. Massachusetts havia sido desativado no dia anterior para receber uma modernização semelhante.
Durante sua segunda comissão, Indiana passou a maior parte de seu tempo na frota de reserva, ocasionalmente participando de cruzeiros de treino. Em janeiro de 1907, ele ajudou a fornecer auxílio as vítimas do terremoto de 1907 em Kingston. Em 1908, os canhões de 152 milímetros e a maioria dos canhões mais leves foram removidos para balancear os contrapesos adicionados às torres da bateria principal e porque o fornecimento de munição para as armas foi considerado problemático. Um ano depois, doze canhões de 75 milímetros de propósito único foram adicionados no meio do navio e nos topos de combate. Ao mesmo tempo, um mastro de treliça foi adicionado. No início de 1910, foi equipado com um freio de velocidade experimental Lacoste, que seria implantado do lado do casco para atuar como um freio de emergência; os testes foram inconclusivos. Em 1913, especulou-se que o navio poderia em breve ser usado para prática de tiro ao alvo, mas, em vez disso, o navio foi desativado em 23 de maio de 1914. Depois que os Estados Unidos entraram na Primeira Guerra Mundial, Indiana foi comissionado pela terceira vez e serviu como navio de treinamento para tripulações responsáveis pelo manejo da artilharia perto de Tompkinsville, Staten Island e no rio York, e colocado sob o comando de George Landenberger.
Em 31 de janeiro de 1919, ele foi desativado pela última vez e, dois meses depois, foi renomeado como Coast Battleship Number 1 para que o nome Indiana pudesse ser atribuído ao recém autorizado encouraçado Indiana. O velho encouraçado foi levado para águas rasas na Baía de Chesapeake perto do naufrágio do navio alvo San Marcos (ex-Texas). Aqui foi submetido a testes de bombardeio aéreo conduzidos pela marinha. Ele foi atingido por bombas fictícias de aeronaves, e cargas explosivas foram detonadas nas posições onde as "bombas" atingiram. Os testes foram uma resposta às alegações de Billy Mitchell — na época assistente do Chefe do Serviço Aéreo Charles T. Menoher — que declarou ao Congresso que o Serviço Aéreo poderia afundar qualquer encouraçado. As conclusões tiradas pela marinha dos experimentos realizados em Indiana foram muito diferentes, como afirmou o capitão William D. Leahy em seu relatório: "Todo o experimento apontou para a improbabilidade de um encouraçado moderno ser destruído ou ficar completamente fora de ação por bombas aéreas." O assunto permaneceu uma questão de disputa entre Mitchell e a Marinha, e vários outros testes de bombardeio foram realizados com outros encouraçados desativados, culminando no naufrágio do SMS Ostfriesland. Indiana afundou durante o teste em águas rasas, onde permaneceu até que seu naufrágio foi vendido para sucata em 19 de março de 1924. Quando a Marinha dos EUA adotou os números de casco em 1920, Indiana recebeu retroativamente o número " BB-1".

### The New York Times
- «The new American navy; Secretary Tracy reports in favor of progress» (PDF). The New York Times. 1 de dezembro de 1890. Consultado em 9 de outubro de 2022
- «Cramps claim of $1,367,244; House spends entire day on bill to refer it to the Court of Claims» (PDF). The New York Times. 19 de janeiro de 1901. Consultado em 9 de outubro de 2022
- «Cramps lose $135,000 claim; asserted delay in building the Indiana cost them that» (PDF). The New York Times. 14 de maio de 1907. Consultado em 9 de outubro de 2022
- «The war steamer Indiana; to be launched from the Cramp yards today» (PDF). The New York Times. 27 de fevereiro de 1893. Consultado em 9 de outubro de 2022
- «Launch of the Indiana; The big war ship glides into the water safely» (PDF). The New York Times. 28 de fevereiro de 1893. Consultado em 9 de outubro de 2022
- «Battle ship Indiana on trial; Builders preliminary test of her speed and machinery» (PDF). The New York Times. 7 de março de 1894. Consultado em 9 de outubro de 2022
- «Indiana makes a fast run; six-tenths of a knot better than required speed. Her preliminary trial most successful» (PDF). The New York Times. 9 de março de 1894. Consultado em 9 de outubro de 2022
- «The Indiana a wonder; Highly successful speed test of the new battleship» (PDF). The New York Times. 19 de outubro de 1895. Consultado em 9 de outubro de 2022
- «Cramps wants money due on cruisers» (PDF). The New York Times. 20 de setembro de 1894. Consultado em 9 de outubro de 2022
- «The Indiana is Accepted; Capt. Evans Placed in Command – The Boston Goes to China» (PDF). The New York Times. 19 de novembro de 1895. Consultado em 9 de outubro de 2022
- «The North Atlantic Squadron; Programme of the Evolutions It Will Make This Summer» (PDF). The New York Times. 18 de junho de 1896. Consultado em 9 de outubro de 2022
- «Defects in the Indiana; Her Turrets Got Loose Again on the Trip with Admiral Bunce's Squadron» (PDF). The New York Times. 5 de fevereiro de 1897. Consultado em 9 de outubro de 2022
- «Where Our Warships Are; The Positions of the Vessels of the Navy According to the Latest Reports» (PDF). The New York Times. 1 de abril de 1898. Consultado em 9 de outubro de 2022
- «The Santiago Off; Gen. Shafter's Command Leaves Key West for Cuba, Convoyed by a Powerful Fleet» (PDF). The New York Times. 12 de junho de 1898. Consultado em 9 de outubro de 2022
- «The Indiana at Santiago; Admiral Sampson Assures Capt. Taylor that He Meant No Criticism in His Report» (PDF). The New York Times. 26 de agosto de 1898. Consultado em 9 de outubro de 2022
- «Sampson's Story of the Battle; Official Report of the Destruction of Cervera's Squadron» (PDF). The New York Times. 26 de julho de 1898. Consultado em 9 de outubro de 2022
- «Navy Short of Officers; There Are Not Enough to Keep Warships in Commission» (PDF). The New York Times. 14 de abril de 1900. Consultado em 9 de outubro de 2022
- «Hurry Order to the Navy; Department Wants to Find Out What Can Be Done in an Emergency» (PDF). The New York Times. 6 de junho de 1900. Consultado em 9 de outubro de 2022
- «Warships to Be Laid Up» (PDF). The New York Times. 20 de agosto de 1900. Consultado em 9 de outubro de 2022
- «Battleship Assigned to Cadets» (PDF). The New York Times. 26 de março de 1901. Consultado em 9 de outubro de 2022
- «More Men for the Navy; Plan to Increase the Force of Seamen to 50,000» (PDF). The New York Times. 8 de abril de 1902. Consultado em 9 de outubro de 2022
- «Battleship Indiana's Overhauling» (PDF). The New York Times. 19 de novembro de 1903. Consultado em 9 de outubro de 2022
- «Reconstructed Indiana ready» (PDF). The New York Times. 8 de janeiro de 1906. Consultado em 9 de outubro de 2022
- «Plans Completed for Naval Review; Maritime Pageant Will Surpass Anything of the Kind Seen in American Waters» (PDF). The New York Times. 10 de novembro de 1907. Consultado em 9 de outubro de 2022
- «Battleship for the Middies; Three Assigned to Them for Next Summer's Cruise» (PDF). The New York Times. 27 de novembro de 1909. Consultado em 9 de outubro de 2022
- «Old Battleships to Become Targets; Indiana Expected to be the Next to be Riddled by the Atlantic Fleet» (PDF). The New York Times. 31 de março de 1913. Consultado em 9 de outubro de 2022
- «G. B. Landenberger, Navy Captain, Dies: Retired Officer Served for 35 – Held Many Important Posts During Career». The New York Times. 16 de janeiro de 1936. p. 21. Consultado em 9 de outubro de 2022

### Dicionário de navios de combate americanos
- «Indiana I (encouraçado nº 1)». Comando de História e Patrimônio Naval. Consultado em 9 de outubro de 2022
- «Williamson (Destroyer No. 244)». Naval History and Heritage Command. Consultado em 9 de outubro de 2022

### Outros
- Bryan, B. C. (1901). «The Steaming Radius of United States Naval Vessels». Journal of the American Society for Naval Engineers. 13 (1): 50–69. doi:10.1111/j.1559-3584.1901.tb03372.x (inscrição necessária)
- Correll, John T (Junho de 2008). «Billy Mitchell and the Battleships». Arlington, Virginia: Air Force Association. Air Force Magazine. 91 (6)
- Smith, Strother (fevereiro de 1916). «Results of Model-Tank Experiments to Determine the Action of a Ship Brake». Journal of the American Society for Naval Engineers. 28 (1): 303–308. doi:10.1111/j.1559-3584.1916.tb00630.x